# Thyone pohaiensis
Thyone pohaiensis is een zeekomkommer uit de familie Phyllophoridae.
De wetenschappelijke naam van de soort werd in 1986 gepubliceerd door Yulin Liao.